# جورجاون
جورجاون رمزها «GU» (بالإنجليزية: Gurgaon) ، هو تقسيم إداري لدولة الهند تتبع ولاية هاريانا (بالإنجليزية: Haryana) ، مركزها هو مدينة جورجاون (بالإنجليزية: Gurgaon) عدد سكانها حسب تعداد سنة 2001 هو 1,657,669 ، مساحتها 2,760 كم² وكثافة السكان 601 لكل كم² .

## المناخ
يظهر الجدول التالي التغييرات المناخية على مدار السنة لجورجاون:
| البيانات المناخية لـجورجاون       | البيانات المناخية لـجورجاون | البيانات المناخية لـجورجاون | البيانات المناخية لـجورجاون | البيانات المناخية لـجورجاون | البيانات المناخية لـجورجاون | البيانات المناخية لـجورجاون | البيانات المناخية لـجورجاون | البيانات المناخية لـجورجاون | البيانات المناخية لـجورجاون | البيانات المناخية لـجورجاون | البيانات المناخية لـجورجاون | البيانات المناخية لـجورجاون | البيانات المناخية لـجورجاون |
| الشهر                             | يناير                       | فبراير                      | مارس                        | أبريل                       | مايو                        | يونيو                       | يوليو                       | أغسطس                       | سبتمبر                      | أكتوبر                      | نوفمبر                      | ديسمبر                      | المعدل السنوي               |
| --------------------------------- | --------------------------- | --------------------------- | --------------------------- | --------------------------- | --------------------------- | --------------------------- | --------------------------- | --------------------------- | --------------------------- | --------------------------- | --------------------------- | --------------------------- | --------------------------- |
| متوسط درجة الحرارة الكبرى °م (°ف) | 21.1 (70.0)                 | 24.2 (75.6)                 | 30.0 (86.0)                 | 36.2 (97.2)                 | 39.6 (103.3)                | 39.3 (102.7)                | 35.1 (95.2)                 | 33.3 (91.9)                 | 33.9 (93.0)                 | 32.9 (91.2)                 | 28.3 (82.9)                 | 23.0 (73.4)                 | 31.4 (88.5)                 |
| متوسط درجة الحرارة الصغرى °م (°ف) | 7.3 (45.1)                  | 10.1 (50.2)                 | 15.4 (59.7)                 | 21.5 (70.7)                 | 25.9 (78.6)                 | 28.3 (82.9)                 | 26.6 (79.9)                 | 25.9 (78.6)                 | 24.4 (75.9)                 | 19.5 (67.1)                 | 12.8 (55.0)                 | 8.2 (46.8)                  | 18.8 (65.8)                 |
| معدل هطول الأمطار مم (إنش)        | 20.3 (0.80)                 | 15.0 (0.59)                 | 15.8 (0.62)                 | 6.7 (0.26)                  | 17.5 (0.69)                 | 54.9 (2.16)                 | 231.5 (9.11)                | 258.7 (10.19)               | 127.8 (5.03)                | 36.3 (1.43)                 | 5.0 (0.20)                  | 7.8 (0.31)                  | 797.3 (31.39)               |
| متوسط الأيام الممطرة              | 1.7                         | 1.3                         | 1.2                         | 0.9                         | 1.4                         | 3.6                         | 10.0                        | 11.3                        | 5.4                         | 1.6                         | 0.1                         | 0.6                         | 39.1                        |
| ساعات سطوع الشمس الشهرية          | 213.9                       | 217.5                       | 238.7                       | 261.0                       | 263.5                       | 198.0                       | 167.4                       | 176.7                       | 219.0                       | 269.7                       | 246.0                       | 217.0                       | 2٬688٫4                     |
| [بحاجة لمصدر]                     |                             |                             |                             |                             |                             |                             |                             |                             |                             |                             |                             |                             |                             |

## أعلام
- راجكومار راو
- سودهير تايلانغ
- محمد شهيد
- إندر كمار كجرال